# Constitutio Criminalis Carolina

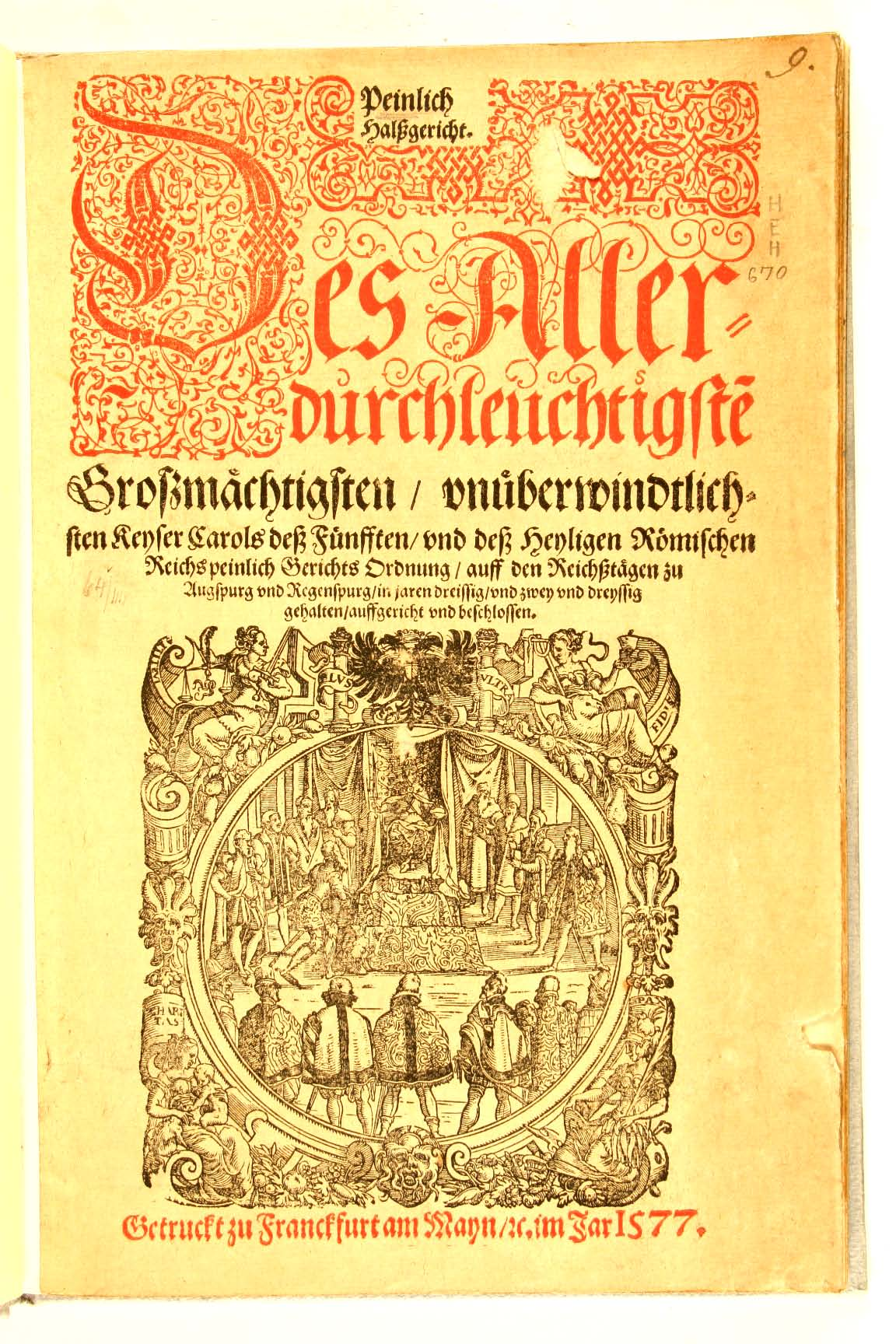
Титульный лист издания 1577 г

Каролина (лат. Constitutio Criminalis Carolina, сокращённо C.C.C., немецкое название — нем. Peinliche Gerichtsordnung Karls V, сокращённо P.G.O.) — принятое в 1532 году и опубликованное в 1533 году уголовно-судебное уложение «Священной Римской империи германской нации». Получила название в честь императора Карла V.
Являясь единственным общеимперским уголовным уложением, Каролина имела целью упорядочить уголовное судопроизводство в местных судах. Данное Уложение является одним из самых полных кодексов уголовного законодательства XVI века.
Издан он был через три года после окончания крестьянской войны в Германии, отличался суровостью наказаний. Действовал до конца XVIII века.
Каролина строилась на основе принципа справедливости, о чём неоднократно упоминается в её тексте. Данный памятник не вводил в Германии инквизиционный процесс, а лишь закреплял его и устанавливал законные правила ведения процесса. Каролина представляется существенным шагом вперед в законодательной технике, поскольку достаточно четко определялись некоторые тонкие вопросы уголовного права, такие как, например, отличие причинения смерти по неосторожности от невиновного причинения смерти (ст.146), условия для признания необходимой обороны правомерной (ст. 140) и т. д.

## Предпосылки появления уложения
Каролина положила начало общему германскому уголовному праву, в отличие от римского права, имевшего применение в разных немецких странах, и от партикулярного права отдельных государств.
К концу XV столетия положение уголовного права и правосудия было в плачевном состоянии. За отсутствием кодификации путаница была такова, что отсылка дел (Actenversendung) для постановления приговора и для получения низшим судом поучения (Belehrung) от высшего, более знакомого с правом, была обычным и необходимым явлением. Все дело правосудия, направленное к тому, чтобы посредством пытки получить от подсудимого сознание в преступлении, зачастую приводило к произволу и подсчитывании формальных доказательств. О правах подсудимого не было и речи. Сознание этих недостатков вело к попыткам кодифицировать и отчасти создать новые нормы уголовного права и процесса.

## Ранние кодексы
В 1498 году появляется кодекс под именем Вормская реформация (нем. Wormser Reformation); это — преимущественно процессуальный кодекс, в своей последней части посвящённый материальному праву. Вормская реформация во многом отрешается от римского права и вводит новые нормы, преимущественно германского происхождения. Этот памятник имеет большое значение, так как им было положено начало немецкому направлению в уголовном праве, и в связи с ним стоят другие партикулярные кодексы, приведшие потом к изданию общегерманского уложения, каким является Каролина.
В 1499 году издаётся тирольский уголовный устав (нем. Tyroler Malefiz ordnung), в 1506 году — радольфцельский (нем. Halsgerichtsordning von Radolphzell), затем целый ряд других уложений, имеющих задачей установить точный порядок производства уголовных дел и отчасти определить круг деяний, наказуемых смертной казнью.
Параллельно с этим движением партикулярного законодательства идёт и стремление общеимперских органов создать общие нормы, обязательные для всей империи. До рейхстагов доходили постоянные жалобы о случаях осуждения невинных, о чрезмерно широком применении смертной казни. В 1498 году собравшийся во Фрейбурге рейхстаг постановил резолюцию о необходимости издать общий для империи устав производства уголовных дел; то же повторилось и на рейхстаге в Аугсбурге в 1500 году.
В 1507 году появилось Бамбергское уложение, составленное замечательным для своего времени деятелем, Иоганном Шварценбергом. Оно было напечатано в 1507 году (в типографии Ганса Пфейль в Бамберге) и получило большое распространение, быстро став популярным.
В 1516 году в Бранденбурге издаётся уложение (нем. Brandenburgensis), являющееся почти полным подражанием Бамбергскому. Бамбергское уложение называют mater Carolinae, Бранденбургское — soror Corolinae. Это последнее и легло в основу Каролины, имевшей два проекта (1521 и 1529 годы) и окончательно рассмотренной на рейхстагах в Аугсбурге и Регенсбурге в 1532 году. Кодекс был отпечатан в 1533 году.

## Содержание
Структурно Каролина состоит из преамбулы, предисловия к уголовно-судебному уложению и двухсот девятнадцати статей, пронумерованных римскими цифрами от I до ССХіХ.
Некоторые статьи сгруппированы и имеют общий заголовок. Отдельные статьи разбиты на параграфы. Все статьи собраны в тематические разделы.
Таким образом, общая структура Каролины выглядит следующим образом:
- Преамбула [от имени Карла V]
- Предисловие к уголовно-судебному уложению
- [раздел без подзаголовка] (статьи I—XXXII) — общие положения судопроизводства
- О доказательствах, относящихся к отдельным видам преступлений: в каждой статье указаны доброкачественные доказательства подобных преступлений, достаточные для допроса под пыткой (статьи XXXIII — XLVII)
- Каким образом те, что на допросе под пыткой сознаются в преступлении, должны быть затем вне пытки и понуждения допрошены о прочих обстоятельствах (статьи XLVIII — СХХіХ)
- Далее следуют статьи об иных злостных убийствах и о наказаниях совершителей таковых (статьи СХХХ — CLVI)
- Далее следуют некоторые статьи о краже (статьи СLVII — СХСII)
- Заметь нижеследующие заключительные части всякого приговора (начинается раздел с отдельных параграфов, статьи СХСIII — СХСVII)
- Заметь нижеследующие заключительные части всякого приговора (СХСVIII — ССХіХ).

Хотя это структурно не выделено, но начиная со статьи CLXXVI вновь идут общие положения о судопроизводстве (о некоторых особенностях субъектов преступления, о протоколировании, о судебных издержках и пр.)
Каролина написана по принципу: «Не может быть признано преступлением то, что не является преступлением по римскому праву и по действующим законам». Даётся перечень преступлений, их классификация, варианты совершения одного и того же преступления и в соответствии с этим изменение меры наказания.
Указывается, что «в настоящем Нашем Уложении не могут быть упомянуты и описаны все непредвиденные случаи судебных решений и наказаний» и поэтому судьям и судебным заседателям предписывалось во всех «непредвиденных и непонятных случаях» обращаться за указаниями по толкованию Уложения к законоведам в высших школах, городах, общинах. Запрещалось в качестве наказания назначать смертную казнь, если это не соответствовало указанному в Кодексе виду наказания. Судьям разрешалось подвергать преступника «телесным и увечащим наказаниям, с тем, … чтобы наказанному была сохранена жизнь».
В постановлениях, касающихся материального права, заметно стремление к примирению субъективного начала римского права с объективным — германского; это обнаруживается в наказуемости, но в меньшей мере, покушения и пособничества, и в особом указании на умысел как необходимый признак преступления. Главным видом наказания служит смертная казнь в разных формах (в зависимости от тяжести преступления и лица, совершившего преступление) — сожжение, утопление, погребение заживо, колесование, четвертование и т. д..
Указывается достаточное количество форм смертной казни. Каждая из этих форм соизмерялась с тяжестью совершенного преступления и назначалась «согласно добрым обычаям каждой страны». Иногда настоятельно рекомендовалось применять более жестокую меру наказания «ради вящего устрашения».
Каролина не была предназначена к полной замене римского права; во многих статьях этого уложения подтверждается его действие, в других статьях сделана ссылка на мнения юристов, которые должны давать заключения, руководствуясь римскими источниками. Каролина не уничтожила и значения партикулярного законодательства отдельных стран; она содержит в себе так называемую сальваторную клаузулу (лат. clausula salvatoria) о том, что издаваемым уложением не уничтожаются «разумные» обычаи, которыми князьям, курфюрстам и сословиям предоставляется руководствоваться в последующем.
Несмотря на заметное влияние канонического права, еретичество (Ketzerei) не упоминается в Каролине.

### Уголовно-процессуальная часть
Процессуальная часть кодекса также свидетельствует об изменившемся правосознании. Смягчение инквизиционного порядка и нормирование обвинительного порядка — для незначительной категории дел — более точное определение случаев и условий применения пытки, определение прав защиты и ограничение института «пересылки актов» — таковы отличительные черты Каролины.
Был закреплён принцип выборности судей, согласно которому все судьи и судебные заседатели должны были выбираться из «мужей набожных, достойных, благоразумных и опытных, наиболее добродетельных и лучших из тех, что имеются и могут быть получены по возможностям каждого места». Рекомендовалось на роль судей выбирать дворян и учёных. Участие дворян в совершении, «отправлении правосудия» считалось почётным, достойным уважения делом. И поэтому они должны были «самолично участвовать … в качестве судей и судебных заседателей».
В Кодексе были перечислены «общие подозрения и доказательства» и «доброкачественные доказательства» совершения преступления, по которым человека можно было арестовать, а затем подвергнуть пытке.
К общим подозрениям и доказательствам относились:
1. общее мнение окружающих о человеке, людская молва, слухи;
2. случай, когда человека видели или застали в подозрительном, по общему мнению, месте;
3. случай, когда виновного видели на месте преступления, но его не удалось опознать;
4. общение обвиняемого с совершавшими преступления;
5. наличие у обвиняемого повода совершения преступления;
6. обвинение пострадавшего, находящегося на смертном одре или обвинение пострадавшего, подтверждённое присягой;
7. бегство подозреваемого (ст. XXV);
8. неожиданная смерть противника, врага, недоброжелателя обвиняемого (ст. XXVI).

Но ни одно из этих доказательств не могло считаться «доброкачественным» в отдельности. Только наличие хотя бы нескольких из таких доказательств могло приниматься во внимание. К общим доказательствам, каждое из которых могло служить поводом для ареста, относились:
1. обнаружение на месте совершения преступления вещи, принадлежавшей обвиняемому (ст. XXIX);
2. показания «одного единственного доброго и безупречного свидетеля» (ст. ХХХ);
3. показания преступника, в которых он называет имя пособника, сообщника (ст. XXXI);
4. рассказ самого обвиняемого о готовящемся преступлении, либо его угрозы совершить преступление (ст. XXXII).

Если имелось «доброкачественное» доказательство совершения преступления, к подозреваемому мог применяться допрос под пытками. Все «доброкачественные» доказательства перечислялись в Каролине. Ими являлись:
1. окровавленная одежда обвиняемого, наличие у него оружия, предметов, которые ранее находились у потерпевшего или убитого человека (ст. XXXIII);
2. участие подозреваемого в открытой драке, нанесение им ударов убитому человеку (ст. XXXIV);
3. наличие у обвиняемого неожиданного богатства, после произошедшего преступления (ст. XLIII);
4. подозрительное поведение обвиняемого (XLII).

Также обязательным условием являлись показания двух свидетелей, причём это должны были быть «заслуживающие доверия добрые свидетели» (ст. LXVII). Показания одного свидетеля считались полудоказательством, и на основании показаний только одного человека нельзя было осудить обвиняемого.
Принимались во внимание показания, основанные на «самоличном знании истины», показания с чужих слов не учитывались (ст. LXV). Лжесвидетельство строго наказывалось. Если это обнаруживалось, то лжесвидетелям назначалось то наказание, которое в результате их показаний было бы назначено обвиняемому (ст. LXVIII).
В законе строго регламентировалось применение пытки. Без наличия достоверных доказательств пытка запрещалась. А за её применение без соответствующих доказательств сами судьи, власти, допустившие это, должны были возместить пострадавшему «за бесчестье, страдания и судебные издержки» (ст. ХХ).
Каролина запрещала учитывать показания, которые давал обвиняемый непосредственно под пытками. Только показания, даваемые через день-два после пыток, должны были приниматься во внимание судьёй и судебными заседателями (ст. LVIII).
Также запрещалось заранее указывать обвиняемому обстоятельства преступления (ст. LVI). Считалось, что только виновный человек сможет рассказать обо всём произошедшем.
Если случалось так, что обвиняемый, подвергнутый пыткам, так и не сознавался в преступлении и признавался невиновным, то ни судья, ни истец не наказывались за применение пытки к невиновному человеку. Так как Кодекс указывал, что «согласно праву, надлежит избегать не только совершения преступления, но и самой видимости зла, создающей дурную славу или вызывающей подозрения в преступлении» (ст. LXI).
Всем судьям и шёффенам (судебным заседателям) предписывалось «при всяком уголовном судопроизводстве … иметь перед собою … Уложение и законы и действовать в соответствии с ними» (ст. LXXXIII).
В целом наиболее распространённая форма рассмотрения уголовных дел в «Каролине» является инквизиционный процесс. Следствие велось по инициативе суда и не ограничивалось какими-либо сроками. Значительное распространения в период следствия имела возможность физического воздействия на подозреваемого (пытки).
Такие принципы права как непосредственность, гласность судопроизводства были заменены на тайность и по большей мере письменную форму рассмотрением дела.
Основными стадиями инквизиционного процесса являлись: дознание, общее расследование и специальное расследование.
На стадии дознание необходимо определить фактические обстоятельства совершения преступления и лиц либо лица причастных к его совершению.На данной стадии судья осуществлял сбор предварительной информации (в том числе неофициальных данных) о преступлении и предполагаемом преступнике. Например, в случае когда суд получал сведения о том, что кто-либо «опорочен общей молвой или иными заслуживающими доверия доказательствами, подозрениями и уликами», данное лицо заключалось под стражу на период осуществления расследования и самого суда.
На стадии общее расследование осуществлялся предварительный допрос арестованного о фактических обстоятельствах дела для получения информации о причастности лица к совершению преступления. В свою очередь на данное стадии действовал принцип «презумпции виновности» подозреваемого (в противовес принципу действующими в большинстве современных правовых системах на этапе расследования — принцип «презумпции невиновности»).
На стадии специальное расследование осуществлялся подробный допрос обвиняемого и всех имеющихся свидетелей, собирались доказательств для окончательного установления лиц причастных к преступлению, их мотивы, а также в способ его осуществления. Специальное расследование являлось ключевой стадией инквизиционного процесса, которая заканчивалась вынесением судебного акта — приговора. Данный вид расследования основывался на теории формальных доказательств, строго регламентированных законом. Для всех преступлений были установлены свои виды «полных и доброкачественных доказательств, улик и подозрений». Вместе с тем по общему правилу все доказательства, улики и подозрения не могли повлечь за собой окончательного приговора. Приговор мог быть вынесен только на основании собственного признания или свидетельства обвиняемого (ст. XXII). В связи с тем, что признание вины не всегда могло быть получено по доброй воле, инквизиционный процесс делал основополагающий упор на допрос под пыткой. Таким образом, целью всего сбора доказательств фактически становилось подбор повода для применения пытки.
Несмотря на то, что формально устанавливались ограничения на применения пыток, которые были указаны ранее (ст. LVIII и иные), фактически они не являлись существенными. Пытку подлежало проводить сразу после установления факта преступления, наказанием за которое являлась смертная казнь. Кроме того, даже минимального подозрения в измене было достаточно для применения допроса под пыткой (ст. XLII). В тех случаях, когда обвиняемый после первого признания начинал отрицать ранее озвученную информацию или она не подтверждалась какими-либо доказательствами, судья мог возобновить допрос под пыткой. Таким образом, доказать «неправомерность» осуществления пыток судьёй в тех либо иных случаях не представлялось возможным.
«Каролиной» никаким образом не устанавливался порядок, а также методы и приемы применяемые во время проведения пыток. В ней лишь указывалось, что допрос под пыткой производится в присутствии судьи, двух судебных заседателей и судебного писца. Различные методические указания о конкретных приемах осуществления пыток содержались в трудах законоведов. В настоящее время установлено, что в Германии XVI века применялось более полусотни различных видов пыток.
Как было отмечено ранее, сам судебный процесс не выделялся в самостоятельную стадию в связи с тем, что суд сам проводил все процессуальные действия (производил расследование, собирал доказательства). В большинстве случаев приговор становился понятен всем участникам процесса на этапе расследования. Судья и судебные заседатели накануне определённого заранее «судного дня» рассматривали все имеющиеся протоколы, составленные в период следственных действия, и на их основе формировали приговор по установленной форме. В свою очередь в «судный день» лишь оглашался приговор и приводилось в исполнения обозначенное в нём наказание. Сам процесс оглашения приговора сопровождался колокольным звоном. При этом стоит отметить, что оправдательные приговоры также встречались наряду с обвинительными.

### Преступления и наказания
В «Каролине» содержатся следующие основные виды наказания:
- Смертная казнь;
- Членовредительские наказания (урезание языка, ушей и иные);
- Телесные наказания (сечение розгами);
- Позорящие наказания (лишение прав, выставление у позорного столба в железном ошейнике, клеймение);
- Изгнание;
- Тюремное заключение;
- Возмещение вреда и штраф[1].

Часть Уложения посвящена преступлениям и наказаниям, то есть она выполняет роль уголовного кодекса. Смертная казнь применялась часто. Все её формы были прописаны.
Для женщин полагалось некоторое смягчение формы смертной казни. Если мужчину за измену четвертовали, то женщин — топили (ст. CXXIV).
Смертная казнь могла быть применена за подавляющее большинство преступлений, причем в различных видах: сожжение, четвертование, колесование, повешение, утопление и погребение заживо — для женщин.
Телесные и членовредительские наказания назначались за обман и кражу.
Тюремное заключение и позорящие наказания в основном назначались как дополнительные виды наказания, к которым также относились терзание раскаленными клещами перед казнью и волочение к месту казни.
От всякой ответственности освобождались доносчики.
Достаточно редко назначалось наказание, заключавшееся заточением в тюрьму. Оно могло быть назначено за бродяжничество (ст. CXXVIII).
Существовал такой род наказания, как изгнание из страны. Оно назначалось, в частности, за учинение бунта, мятежа (ст. CXXVII).
В Каролине достаточно подробно были описаны случаи необходимой обороны, когда убийца должен был быть оправдан. Давалось описание того, что такое «правомерная необходимая оборона» (ст. CXL). Но необходимая оборона должна была быть доказана обвиняемым. Если ему не удавалось доказать свою невиновность, он признавался виновным и нёс наказание согласно закону.
Описывались преступления, не относящиеся к случаям необходимой обороны, но когда обвиняемый должен был быть оправдан. То есть преступление происходило без умысла обвиняемого и не по его вине. Случай, когда брадобрея, брившего кому-то бороду толкали сзади в руку и он нечаянно перерезал горло тому, кого он брил (ст. CXLVI). Но при этом оговаривалось, что преступление могло быть ненаказуемо только в том случае, если все происходило в том месте, где брадобрей должен выполнять свою работу. В случае, если это произошло в любом другом «неподходящем месте» это уже считалось наказуемым преступлением.
Отдельно прописывались случаи лишения жизни, когда обвиняемый также считался невиновным. Ненаказуемыми считались случаи убийства мужем «кого-либо за блудодеяние, совершенное с его женой или дочерью». Не наказывались случаи, если убийца был сумасшедшим; если убийство произошло при задержании преступника; и убийство вора ночью в собственном доме (ст. CL).
Малолетние преступники (в возрасте до 14 лет), в частности воры не могли быть осуждены на смертную казнь, они могли быть подвергнуты только телесным наказаниям. Но существовала оговорка, что в случае обнаружения отягчающих обстоятельств, когда «злостность восполняла недостаток возраста», судья и шеффены могли подвергнуть малолетнего преступника даже смертной казни (ст. CLXIV).
Воры могли быть отпущены на свободу, если воровство было совершено «по прямой голодной нужде». При этом истец, выдвинувший против вора обвинение, не должен был «отвечать перед ним за предъявленное по сему поводу обвинение» (ст. CLXVI).
Кража подразделялась на несколько видов:
1. ничтожная (мелкая) кража, совершенная тайно (ст. CLVII);
2. более тяжёлая кража, совершенная в первый раз открыто (ст. CLVIII);
3. более тяжёлая опасная кража, совершенная путём вторжения или взлома (ст. CLIX);
4. повторная кража (ст. CLXI);
5. кража в третий раз (ст. CLXII).

В зависимости от вида кражи и от статуса человека её совершившего определялось наказание. Знатным людям назначалось более лёгкое наказание, так как считалось, что в их отношении «можно надеяться на исправление».
В Каролине отдельно было прописано положение, согласно которому судьи не должны были брать никакого вознаграждения за наказание преступника. Судьи, поступавшие вопреки данному требованию, приравнивались к палачу (ст. CCV).
В Уложении была сделана попытка искоренить обычай конфисковывать украденное или награбленное имущество в пользу местной власти, а не возвращать его тем, у кого оно было украдено или награблено (ст. CCXVIII).
Всем уголовным судам предписывалось во всех сложных, вызывающих сомнения случаях обращаться к высшим судам, к законоведам, где они могли «получить наставление с наименьшими издержками». Подчеркивалось, что надо приложить все усилия, чтобы наказание несли только виновные. Невежество судьи, вынесшего несправедливый приговор, не служило ему оправданием (ст. ССХіХ).
Несмотря на, что в преамбуле «Каролины» есть утверждение о равном правосудии для различных сословий (в том числе бедных и богатых лиц), во многочисленных статьях упоминалась необходимость при определении наказания учитывать сословную принадлежность преступника и потерпевшего лица. При назначении наказания за кражу, судье рассматривавшему дело, следовало учитывать стоимость украденного имущества и иные обстоятельства, но «в ещё большей степени должно учитывать звание и положение лица, которое совершило кражу» (ст. CLX). Кроме того, в «Каролине» предусматривалось, что знатное лицо за кражу может быть привлечено не к уголовной ответственность, а к гражданско-правовой (ст. CLVIII). Лица незнатного происхождения или малоимущие, совершившие кражу или другое преступное деяние, находились в ином положении. При этом, в случаях совершения незначительной кражи плодов днём любое лицо могло быть привлечено лишь к гражданско-правовой (имущественной) ответственности. Хотя зачастую малоимущему или лицу незнатного происхождения было гораздо сложнее возместить ущерб.

## Значение Каролины
Уголовное Уложение Карла V сильно отличалось от предшествующих ему кодексов.
Основные положения заключались в следующем:
1. давалось чёткое определение преступления и соответствующего ему наказания;
2. вводился принцип: преступлением является то, что закреплено в законе;
3. определялось точное количество свидетелей, при котором преступление считалось доказанным (не менее двух);
4. регламентировались наказания по отношению к малолетним преступникам;
5. была прописана система судопроизводства;
6. закреплялись требования проведения пытки и получения признательных показаний от обвиняемого;
7. вводилось требование для судей руководствоваться в своих решениях Уложением.

Каролина оказала большое влияние на уголовное законодательство последующего времени. Нормы Каролины сделались общегерманским достоянием и имели руководящее значение до конца XVIII столетия.
Успеху Каролины, кроме жизнестойкости её содержания, содействовали точность терминологии и определённость юридических положений. «Я не знаю, — говорит Фридрих Карл фон Савиньи („Vom Berufe unserer Zeit für Gesetzgebung u. Rechtswissenschaft“), — во всём XVIII в. ни одного немецкого закона, который в отношении точности и силы выражения мог бы сравниться с уголовным уложением Карла V». Вся уголовно-юридическая литература XVI—XVIII вв. держится исключительно на почве положительного права, созданного Каролиной, и проявляется в виде бесчисленных комментариев по этому кодексу.

## Издания
Издания Каролины:
- J. Се. Koch, «Hals — oder peinliche Gerichtsordnung Karl’s V» (1769);
- R. Schmidt, «Kaiser Karl’s V peinl. Gerichtsordnung» (1826).

В 1842 году вышло синоптическое издание H. Zöpfl’я, содержащее в себе как текст Бранденбургского уложения (Bambergensis), так и Каролины, дополненной текстом проектов 1521 и 1529 годов (последнее издание 1883 г.).
Издания по истории Каролины:
- Malblank, «Geschichte der peinl. Gerichtsordnung Kaiser Karl’s V» (1783);
- С. G. Waechter, «Ad historiam constitutionis criminalis Carolinae symbolarum» (1835);
- Gütterbock, «Die Entstehungsgeschichte der Carolina» (1876);
- Brunnemeister, «Die Quellen der Bambergensis» (1879);
- Hermann, «Johann Freiherr zu Schwarzenberg» (1841);
- Zöpfl, «Das alte Bamberger Recht als Quelle der Carolina» (1839);
- Hälschner, «Preussisches Strafrecht» (1855, I).